# Кислотно-основные индикаторы
Кислотно-осно́вные индикаторы (pH-индикаторы) — органические соединения-индикаторы, способные изменять цвет в растворе при изменении кислотности (pH). Индикаторы широко используют в титровании в аналитической химии и биохимии. Их преимуществом является маленькая стоимость, скорость и наглядность исследования. Однако из-за субъективности определения цвета и невысокой точности индикаторы pH не всегда удобны; поэтому для точного измерения pH используют pH-метры с цифровой индикацией.

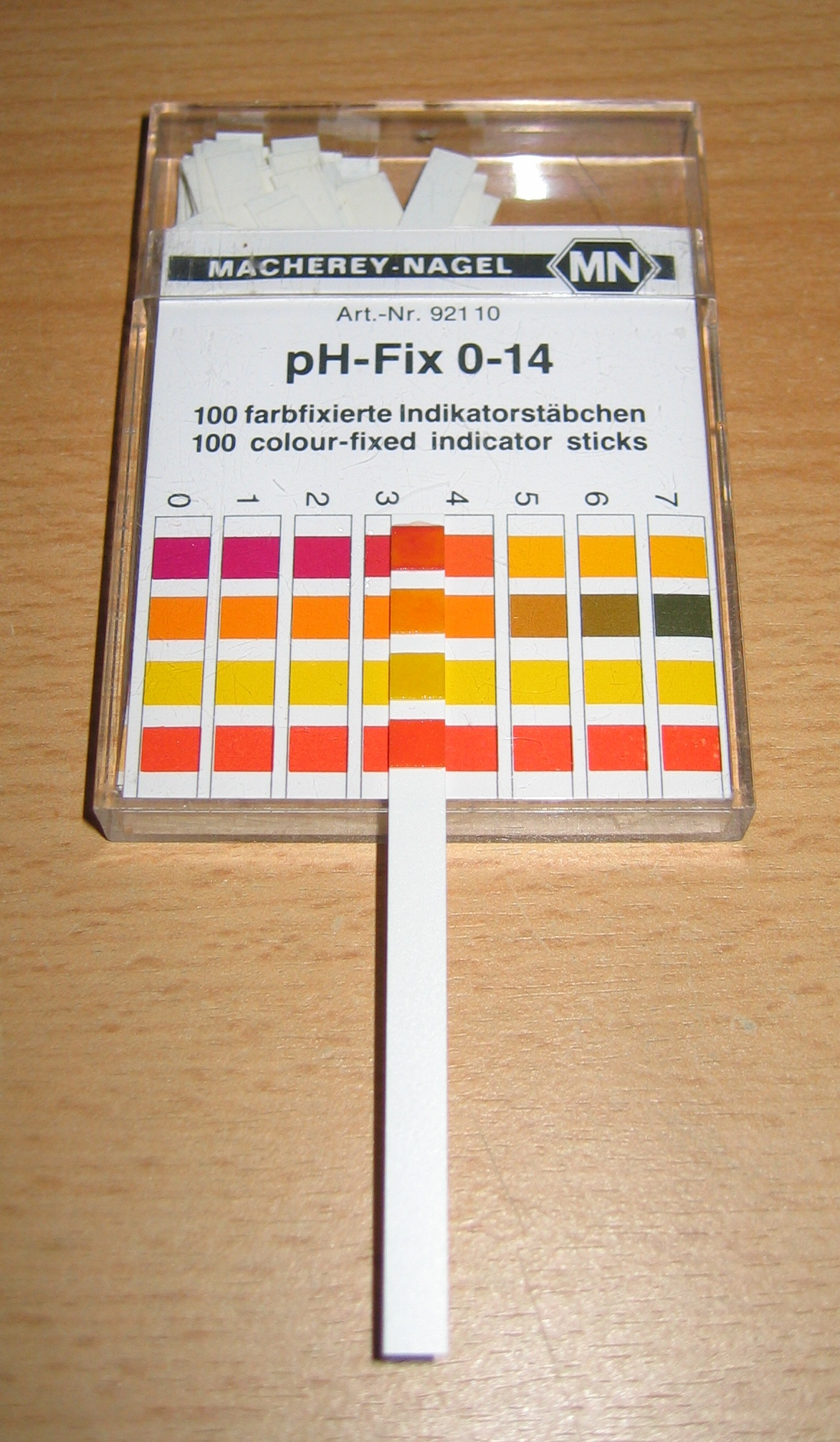
Измерение pH с помощью индикаторной бумаги

{\displaystyle K_{s}={c(Ind^{-})\cdot c(H_{3}O^{+}) \over c(HInd)}.}

## Формы применения индикаторов
Индикаторы обычно используют, добавляя несколько капель водного или спиртового раствора, либо немного порошка (например, смесь мурексида с хлоридом натрия) к пробе исследуемого раствора. Так, при титровании, в аликвоту исследуемого раствора добавляют индикатор, и наблюдают за изменениями цвета в точке эквивалентности.
Другой способ применения — использование полосок бумаги, пропитанных раствором индикатора или смеси индикаторов и высушенных (например, Универсальный индикатор). Такие полоски выпускают в самых разнообразных вариантах — с нанесенной на них цветной шкалой — эталоном цвета (в том числе для окрашенных или мутных сред), или с напечатанными числовыми значениями pH; для точного измерения в узких диапазонах pH, и для ориентировочного исследования растворов; в рулончиках, коробках и пеналах, или в виде отрывных книжечек.
Современные индикаторные полоски могут быть изготовлены с красителем — индикатором, привитым к целлюлозе или иному полимеру. Это делает их устойчивыми к вымыванию, вплоть до многократного использования.

## Кислотно-основные индикаторы (водные растворы)

### Интервалы перехода цвета индикаторов
На рисунке приведены ориентировочные данные о существовании разных цветных форм индикаторов в водных растворах.

Более точные сведения (несколько переходов, численное значение pH) см. в следующем разделе.

### Таблица значений pH перехода наиболее распространённых индикаторов
Приведены распространённые в лабораторной практике кислотно-основные индикаторы в порядке возрастания значений pH, вызывающих изменение окраски.
Римские цифры в квадратных скобках отвечают номеру перехода окраски (для индикаторов с несколькими точками перехода).
| Индикатор и номер перехода | х | Цвет более кислой формы | Цвет более кислой формы | Интервал pH и номер перехода | Цвет более щелочной формы | Цвет более щелочной формы |
| -------------------------- | - | ----------------------- | ----------------------- | ---------------------------- | ------------------------- | ------------------------- |
| Малахитовый зелёный        |   |                         | жёлтый                  | 0,1-2,0 [l]                  |                           | сине-зелёный              |
| Метиловый фиолетовый       |   |                         | жёлтый                  | 0,13-0,5 [I]                 |                           | зелёный                   |
| Крезоловый красный [I]     |   |                         | красный                 | 0,2-1,8 [I]                  |                           | жёлтый                    |
| Метиловый фиолетовый [II]  |   |                         | зелёный                 | 1,0-1,5 [II]                 |                           | синий                     |
| Тимоловый синий [I]        | к |                         | красный                 | 1,2-2,8 [I]                  |                           | жёлтый                    |
| Тропеолин 00               | o |                         | красный                 | 1,3-3,2                      |                           | жёлтый                    |
| Метиловый фиолетовый [III] |   |                         | синий                   | 2,0-3,0 [III]                |                           | фиолетовый                |
| Метиловый жёлтый           | o |                         | красный                 | 3,0-4,0                      |                           | жёлтый                    |
| Бромфеноловый синий        | к |                         | жёлтый                  | 3,0-4,6                      |                           | сине-фиолетовый           |
| Конго красный              | к |                         | синий                   | 3,0-5,2                      |                           | красный                   |
| Метиловый оранжевый        | o |                         | красный                 | 3,1-(4,0)4,4                 |                           | (оранжево-)жёлтый         |
| Бромкрезоловый зелёный     | к |                         | жёлтый                  | 3,8-5,4                      |                           | синий                     |
| Бромкрезоловый синий       |   |                         | жёлтый                  | 3,8-5,4                      |                           | синий                     |
| Лакмоид                    | к |                         | красный                 | 4,0-6,4                      |                           | синий                     |
| Метиловый красный          | o |                         | красный                 | 4,2(4,4)-6,2(6,3)            |                           | жёлтый                    |
| Хлорфеноловый красный      | к |                         | жёлтый                  | 5,0-6,6                      |                           | красный                   |
| Лакмус (азолитмин)         |   |                         | красный                 | 5,0-8,0 (4,5-8,3)            |                           | синий                     |
| Бромкрезоловый пурпурный   | к |                         | жёлтый                  | 5,2-6,8(6,7)                 |                           | фиолетовый                |
| Бромтимоловый синий        | к |                         | жёлтый                  | 6,0-7,6                      |                           | синий                     |
| Нейтральный красный        | o |                         | красный                 | 6,8-8,0                      |                           | янтарно-жёлтый            |
| Феноловый красный          | о |                         | жёлтый                  | 6,8-(8,0)8,4                 |                           | ярко-красный              |
| Крезоловый красный [II]    | к |                         | жёлтый                  | 7,0(7,2)-8,8 [II]            |                           | тёмно-красный             |
| α-Нафтолфталеин            | к |                         | жёлто-розовый           | 7,3-8,7                      |                           | синий                     |
| Тимоловый синий [II]       | к |                         | жёлтый                  | 8,0-9,6 [II]                 |                           | синий                     |
| Фенолфталеин [I]           | к |                         | бесцветный              | 8,2-10,0 [I]                 |                           | малиново-красный          |
| Тимолфталеин               | к |                         | бесцветный              | 9,3(9,4)-10,5(10,6)          |                           | синий                     |
| Ализариновый жёлтый ЖЖ     | к |                         | бледно-лимонно-жёлтый   | 10,1-12,0                    |                           | коричнево-жёлтый          |
| Нильский голубой           |   |                         | синий                   | 10,1-11,1                    |                           | красный                   |
| Диазофиолетовый            |   |                         | жёлтый                  | 10,1-12,0                    |                           | фиолетовый                |
| Малахитовый зелёный        |   |                         | сине-зелёный            | 11,6-13,6 [ll]               |                           | бесцветный                |
| Индигокармин               |   |                         | синий                   | 11,6-14,0                    |                           | жёлтый                    |
| Epsilon Blue               |   |                         | оранжевый               | 11,6-13,0                    |                           | тёмно-фиолетовый          |

### Универсальный индикатор

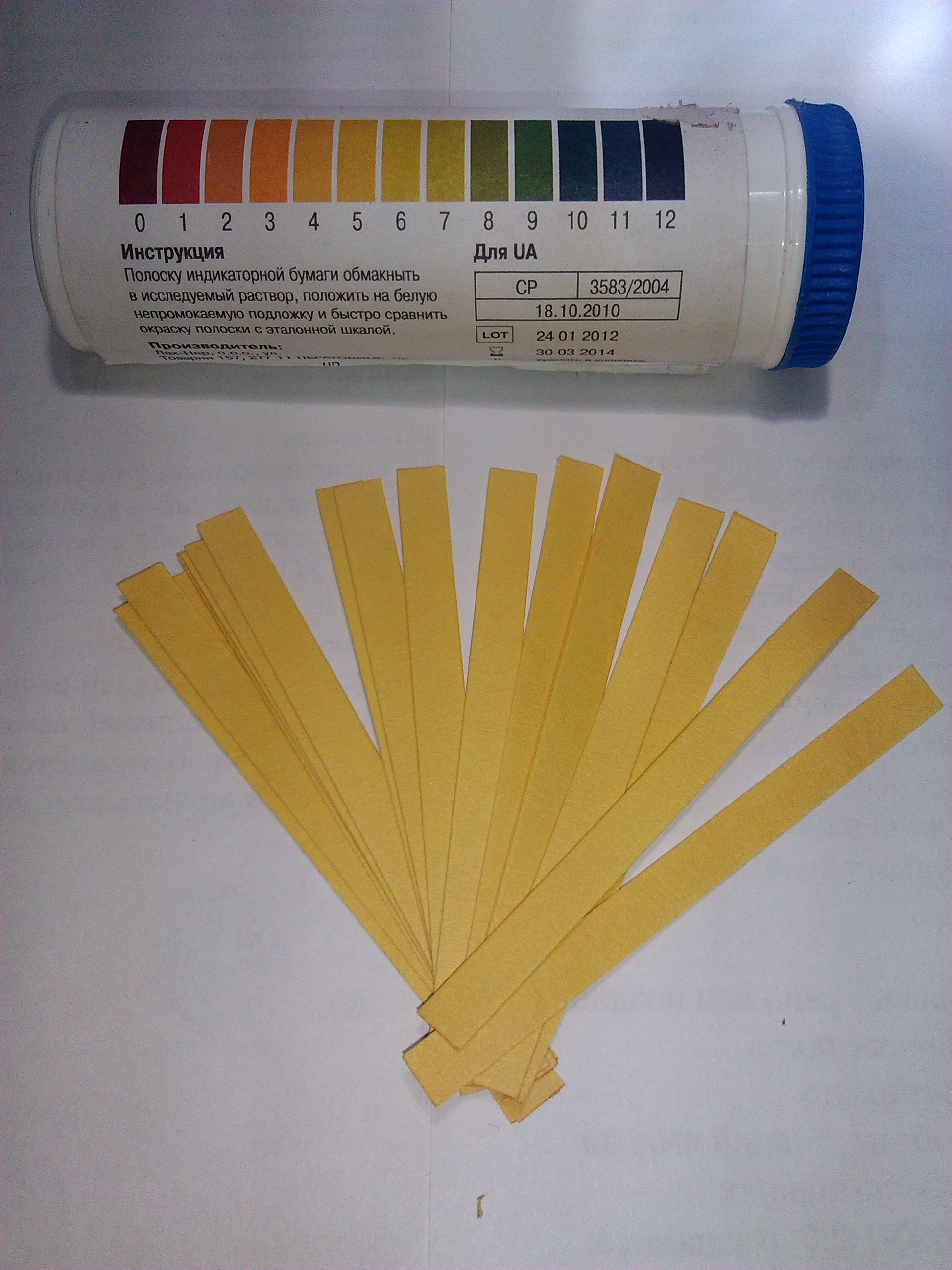
Универсальная индикаторная бумага

Широко применяются смеси индикаторов, позволяющие определить значение pH растворов в большом диапазоне концентраций (1-10; 0-12). Растворами таких смесей — «универсальных индикаторов» обычно пропитывают полоски «индикаторной бумаги», либо сам индикатор наносится на край специальных полимерных полосок («визуальные индикаторные тест-полоски»), с помощью которых можно быстро (с точностью до единиц pH, или даже десятых долей pH) определить кислотность исследуемых водных растворов. Для более точного определения полученный при нанесении капли раствора цвет индикаторной бумаги немедленно сравнивают с эталонной цветовой шкалой.

## Природные индикаторы из растений
Антоцианы и другие растительные пигменты способны менять цвет в зависимости от pH среды (клеточного сока).  Антоцианы имеют преимущественно красный цвет в кислой среде и синий в щелочной. Сок из красной капусты или столовой свёклы нередко используют в качестве индикатора при начальном обучении химии.
- Свёкла красная, сок
- Чёрная смородина сок
- Голубика, ягоды
- Морковь, сок
- Вишня, сок ягод
- Карри порошок (Куркума)
- Дельфиниум лепестки
- Герань розовая, лепестки
- Виноград красный
- Конский каштан, листья
- Гортензия
- Вьюнковые, лепестки
- Луковая шелуха
- Маргаритки, лепестки
- Петуния, лепестки
- Примула
- Мак, лепестки
- Пион красный, лепестки
- Базилик душистый
- Капуста красная, сок
- Редис красный
- Ревень
- Роза, лепестки
- Земляника, ягоды
- Чай
- Тимьян или Орегано — цветки
- Тюльпан, лепестки
- Фиалка, лепестки
- Анчан, лепестки